# Anthrax bigoti
Anthrax bigoti är en tvåvingeart som beskrevs av Enrico Adelelmo Brunetti 1920. Anthrax bigoti ingår i släktet Anthrax och familjen svävflugor. Inga underarter finns listade i Catalogue of Life.